# College of Europe
College of Europe (franska Collège d'Europe) är ett universitet och internat i Brygge i Belgien. College of Europe har sedan 1993 även ett andra campus i Natolin i Polen. Det är den äldsta utbildningsinstansen med fokus på Europa-studier och grundades 1949 på initiativ av Europarörelsen av Salvador de Madariaga, Winston Churchill, Paul-Henri Spaak och Alcide De Gasperi, med syftet att "att utbilda en elit av unga ledare för Europa" och för att främja ”en anda av solidaritet och ömsesidig förståelse mellan alla nationer i Västeuropa”.

## Verksamhet
Enligt The Times är ”College of Europe, i den medeltida belgiska staden Brygge, för den europeiska politiska eliten vad Harvard Business School är för amerikansk näringsliv. Det är ett drivhus där ambitiösa och talangfulla går för att knyta kontakter”. Skolan har också beskrivits som en viktig plats för att studera EU-frågor och som ”elitens träningscentrum för den politiska klassen i  EU”.
Årligen antas cirka 400 elever från ett femtiotal länder. Studenter väljs ut i samarbete med respektive länders utrikesministerier och konkurrensen är hård. Utvalda studenter går vidare till en slutintervju som genomförs, på plats i medlemsländerna, av representanter från College of Europe samt representanter från ländernas utrikesministerier. I antagningsintervjun som hålls på engelska och franska får studenten svara på såväl generella som precisa frågor om EU, vilka är kopplade till programmet som studenten söker. Kostnaden för utbildningen under läsåret 2024-2025 är 29 000 € för Brygge och 27 000 € för Natolin.  För dem som klarar den ettåriga masterutbildningen väntar en karriär inom EU:s institutioner, utrikesförvaltningen eller toppjobb på banker, advokatbyråer och konsultföretag.
College of Europe i Belgien delar flera traditioner med och jämförs ofta med diplomatprogrammet vid École nationale d'administration i Frankrike.

## Historia
Vid Haagkongressen 1948 antogs en kulturresolution som förespråkade ett europeiskt kulturcenter och ett europeiskt institutet för ungdomsfrågor. Några av kulturkommitténs medlemmar föreslog Brygge i Belgien som en framtida plats för detta kulturcenter. Efter att det Europeiska kulturcentret sedermera grundlades i Genève, Schweiz, grundades en kommitté vars uppdrag var att ta en del av detta centrum till Brygge. På initiativ av Europarörelsen, som då leddes av Salvador de Madariaga, beslöts det att Brygge skulle få ett europeiskt universitet. Under den Europeiska kulturkonferensen i Lausanne år 1949 gavs grönt ljus till att öppna ett universitet i Brygge med namnet College of Europe.
I början stod Brygges Stad för all finansiering av lokaler medan Europarörelsen finansierade de akademiska kostnaderna. John Bowie, professor i modernhistoria vid Universitetet i Oxford blev studiedirektör och fick hjälp av Alphonse de Vreese från Gents universitet och Henri van Effenterre från Caens universitet. År 1949 hölls en tre veckor lång försökssession för att pröva projektet i praktiken. Studenterna under dessa tre veckor valdes av Europarörelsens nationella kapitel.
I januari 1950 tillsattes Henri Brugmans som första rektor för College of Europe. Den 19 maj 1950 blev College of Europe ett officiellt lärosätet av prinsregenten Charles av Flandern. Målet med denna nyblivna institution var att komplettera studenter i lärandet av humaniora för att ersätta uppdelningen av europeiska stater med en en politisk, ekonomisk, intellektuell och social enhet. Den 12 oktober 1950, ungefär två och ett halvt år efter Haagkongressen, började det första läsåret vid College of Europe, 

## Masterprogram
- European International Relations and Diplomacy Studies
- European Political and Administrative Studies
- European Economic Studies
- European Legal Studies
- European Interdisciplinary Studies

## Akademiska traditioner
Varje läsår har en unik beskyddare som är eller har varit enastående européer. Dessa beskyddar präglar ofta det akademiska läsåret.
| Läsår     | Beskyddare                            | Antal studenter |
| --------- | ------------------------------------- | --------------- |
| 2000–2001 | Aristoteles                           | 375             |
| 2001–2002 | Simon Stevin                          | 365             |
| 2002–2003 | Bertha von Suttner                    | 370             |
| 2003–2004 | John Locke                            | 391             |
| 2004–2005 | Montesquieu                           | 404             |
| 2005–2006 | Ludwig van Beethoven                  | 385             |
| 2006–2007 | Nicolaus Copernicus                   | 418             |
| 2007–2008 | Anna Politkovskaya och Hrant Dink     | 415             |
| 2008–2009 | Marcus Aurelius                       | 376             |
| 2009–2010 | Charles Darwin                        | 402             |
| 2010–2011 | Albert Einstein                       | 424             |
| 2011–2012 | Marie Curie                           | 435             |
| 2012–2013 | Václav Havel                          | 441             |
| 2013–2014 | Voltaire                              | 445             |
| 2014–2015 | Giovanni Falcone och Paolo Borsellino | 438             |
| 2015–2016 | Frédéric Chopin                       | 469             |
| 2016–2017 | John Maynard Keynes                   | 467             |
| 2017–2018 | Simone Veil                           | 460             |
| 2018–2019 | Manuel Marín González                 | 468             |
| 2019–2020 | Hannah Arendt                         | 471             |
| 2020–2021 | Mário Soares                          | 479             |
| 2021–2022 | Eliane Vogel-Polsky                   | 472             |
| 2022–2023 | David Sassoli                         | 472             |
| 2023–2024 | Madeleine Albright                    | 460             |

## Alumner i urval

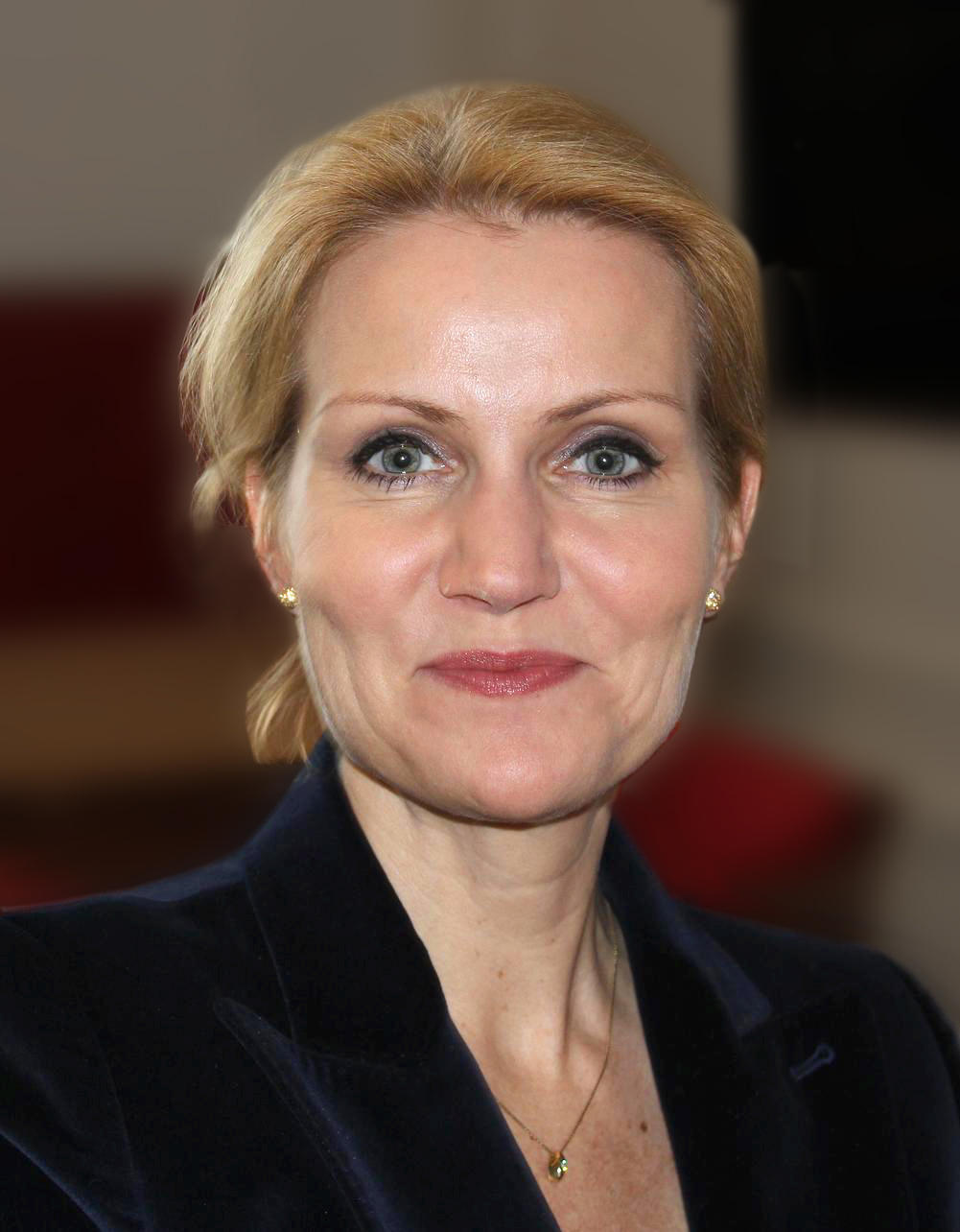
Helle Thorning-Schmidt, Danmarks statsminister 2011 – 2015

### Nationella politiker
- Mariya Gabriel, vice premiärminister i Bulgarien och f.d. EU-kommissionär
- Nick Clegg, f.d. vice premiärminister i Storbritannien
- Enzo Moavero Milanesi, f.d. utrikesminister i Italien[10]
- Alexander Stubb, Finlands president och f.d. statsminister
- Sofie Carsten Nielsen, f.d. dansk partiledare[11]
- Helle Thorning-Schmidt. f.d. statsminister i Danmark
- Jim Oberstar, f.d. kongressledamot i USA
- Árni Páll Árnason, f.d. finansminister i Island
- Clément Beaune, Frankrikes transportminister [12]

### EU-politiker
- Roberta Metsola, talman i Europaparlamentet[13]
- Margaritis Schinas, vice ordförande för EU-kommissionen[14]
- Manuel Marín, f.d. tillförordnad ordförande för EU-kommissionen
- Jo Leinen, f.d. Europaparlamentariker

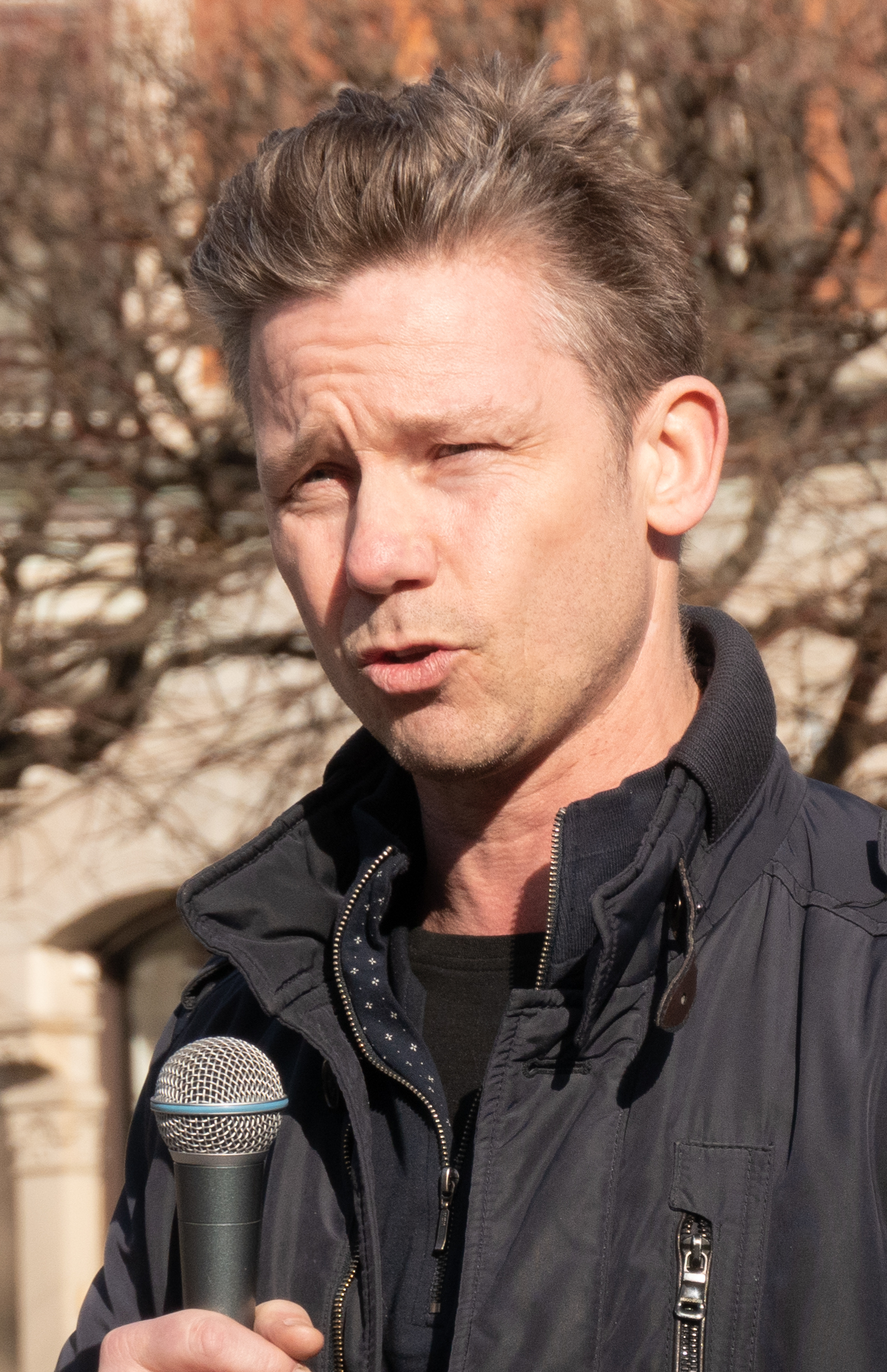
Pål Jonson, Sveriges försvarsminister

### Svenska alumner
- Pål Jonsson, försvarsminister
- Malin Persson Giolito, författare
- Peter Danowsky, advokat
- Lisa Irenius, chefredaktör för Svenska Dagbladet
- Johan Borgstam, diplomat
- Ulf Bergström, f.d. politiker
- Johan Berggren, statssekreterare hos ministern för civilt försvar Carl-Oskar Bohlin.